# The Surgeon's Mate
The Surgeon's Mate é o sétimo romance histórico da Série Aubrey-Maturin escrito por Patrick O'Brian, publicado pela primeira vez em 1980. A história se passa durante a Guerra anglo-americana de 1812 e as Guerras Napoleônicas.